# 森田駅
森田駅（もりたえき）は、福井県福井市栄町にある、ハピラインふくいハピラインふくい線の駅である。

## 歴史
- 1897年（明治30年）9月20日：鉄道院福井駅 - 小松駅間の開業に伴い駅開設（一般駅）[1][2]。
- 1909年（明治42年）10月12日：線路名称制定、北陸本線所属駅となる。
- 1948年（昭和23年）6月28日：福井地震により駅舎、下りホーム待合所などが全壊する。駅員1人が負傷したが、地震発生時は旅客は駅にいなかった[3]。このほか、福井駅 ‐ 当駅間の九頭竜川鉄橋が落橋した。
- 1949年（昭和24年）4月：駅舎が改築される（現在のもの）[3]。
- 1973年（昭和48年）4月10日：貨物の取扱を廃止する（旅客駅となる）[4]。
- 1984年（昭和59年）2月1日：荷物の取扱を廃止する[4]。
- 1987年（昭和62年）4月1日：国鉄分割民営化により、JR西日本の駅となる[4]。
- 2000年（平成12年）7月1日：駅員無配置駅になるとともに、簡易委託駅となる[5]。
- 2018年（平成30年）9月15日：ICカード「ICOCA」の利用が可能となる[6][7][8][9][10][11]。
- 2022年（令和4年）3月31日：簡易委託を解除し、無人化[12][13][14]。
- 2024年（令和6年）3月16日：北陸新幹線の金沢駅 - 敦賀駅間開業に伴い、ハピラインふくいの駅になる[15][16][17]。

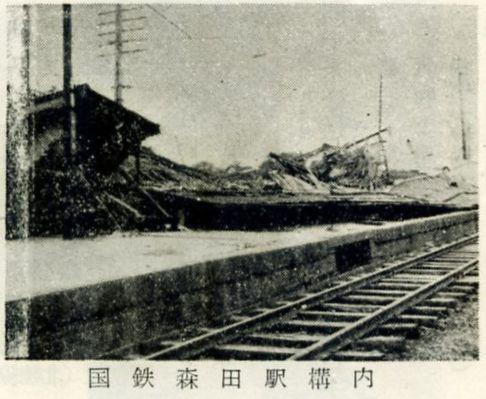
福井地震で被災した森田駅（1948年）
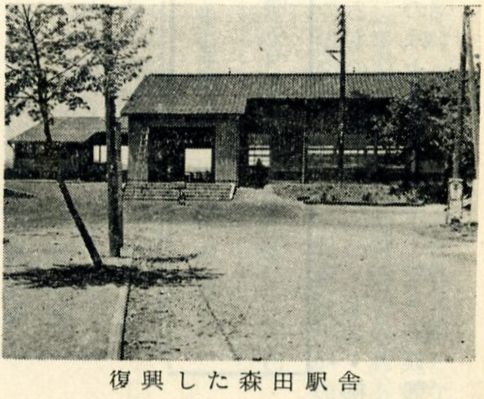
被災後再建された駅舎（現在の物）
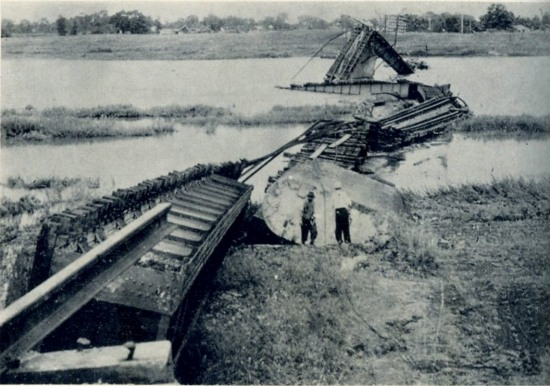
福井地震で倒壊した福井駅 - 森田駅間の九頭龍川鉄橋（九頭龍川橋梁）

## 駅構造
相対式ホーム2面2線を有する地上駅。分岐器や絶対信号機を持たないため、停留所に分類される。上りホーム（1番のりば）側に駅舎があり、両ホームは跨線橋で結ばれている。なお、出入口は駅舎がある上りホーム側のみとなっている。

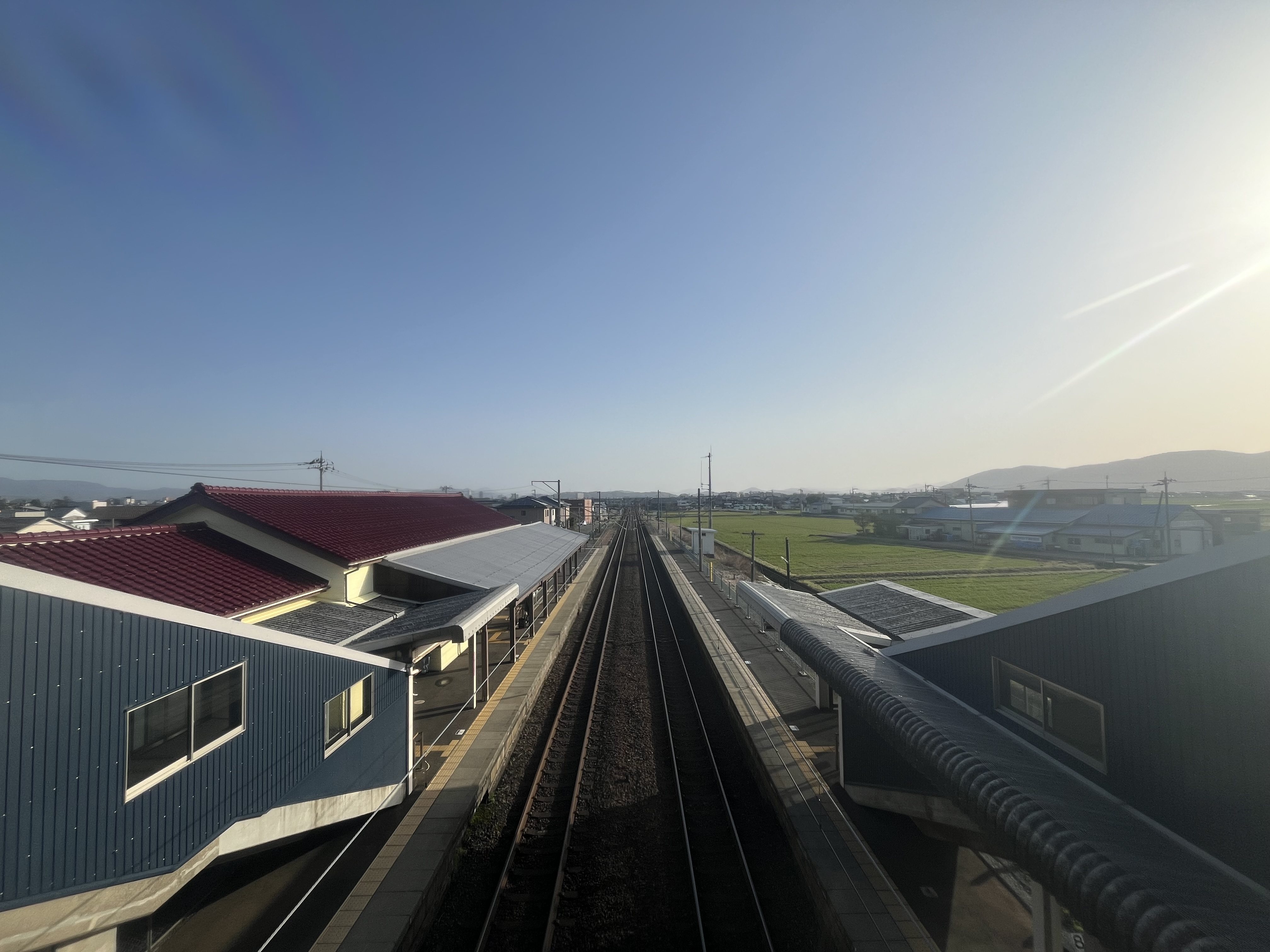
駅構内跨線橋から上り方面を望む（2024年3月）

駅舎は木造で開業時から改修を経て使用されている。駅舎の高さをホームに合わせてあるため、面する道路（県道125号森田停車場線）との段差が大きい。
北陸新幹線敦賀延伸まではJR西日本金沢支社の福井地域鉄道部が管理する無人駅であった。ICカード専用の簡易改札機と自動券売機が、設置されている。

### のりば
| のりば | 路線                | 方向 | 行先               |
| ------ | ------------------- | ---- | ------------------ |
| 1      | ■ハピラインふくい線 | 上り | 福井・敦賀方面     |
| 2      | ■ハピラインふくい線 | 下り | 芦原温泉・金沢方面 |

- 長らくのりば番号が設定されていなかったが、ICOCAの導入までに設定された。[要出典]

## 利用状況
「福井県統計年鑑」によると、2022年（令和4年）度の1日平均乗車人員は815人である。
近年の1日平均乗車人員は以下の通り。
| 年度   | 1日平均 乗車人員 |
| ------ | ---------------- |
| 1997年 | 783              |
| 1998年 | 757              |
| 1999年 | 729              |
| 2000年 | 733              |
| 2001年 | 787              |
| 2002年 | 796              |
| 2003年 | 789              |
| 2004年 | 773              |
| 2005年 | 788              |
| 2006年 | 784              |
| 2007年 | 812              |
| 2008年 | 844              |
| 2009年 | 801              |
| 2010年 | 778              |
| 2011年 | 787              |
| 2012年 | 765              |
| 2013年 | 791              |
| 2014年 | 783              |
| 2015年 | 811              |
| 2016年 | 840              |
| 2017年 | 875              |
| 2018年 | 901              |
| 2019年 | 933              |
| 2020年 | 702              |
| 2021年 | 763              |
| 2022年 | 815              |

## 駅周辺
福井市の市街地の中にある。1967年に福井市へ編入した旧吉田郡森田町の中心部である。現在の福井市森田地区および地区名を冠する施設・組織の読みは概ね駅名と同じ「もりた」だが、同地区内で「森田」と付く地名（下森田・上森田・東森田など）の読みはいずれも「もりだ」となっており、北陸本線の起点・米原駅（まいばらえき）が滋賀県米原市（まいばらし）米原（まいはら）に所在するのと似た関係が生じている。
- 福井市役所森田連絡所
- 福井市天池河川公園
- 仁愛女子短期大学
- 森田郵便局
- スーパーマーケットバロー森田店
- ハニー新鮮館 つくし野店

## バス路線
京福バスの路線バスが発着する。
森田駅
東約30 mの福井県道125号森田停車場線沿い。
- （40 森田線：降車のみ ※土曜・日曜・祝日・年末年始は運休）

森田栄町
東約200 mの福井県道30号福井丸岡線（フェニックス通り）沿い。
- 北行のりば
  - 31 丸岡線：丸岡城（坂井市）
  - 32 丸岡線：丸岡高校（坂井市） ※土曜・日曜・祝日・年末年始は運休、学休日は丸岡バスターミナル止まり。
- 南行のりば
  - 31 丸岡線：福井駅
  - 32 丸岡線：福井駅 ※土曜・日曜・祝日・年末年始は運休

## その他
- 2000年（平成12年）、JR西日本の企業合理化策による駅の無人化対象（主に普通列車のみの停車駅）に森田駅が含まれたことから、検討の上でJR西日本と福井市と地元の森田地区自治会とが協同で事業費を負担する簡易委託販売事業の駅に移行した[5]。JR側の支出額は窓口での乗車券、定期券等の販売額（自動券売機を除く）で算定される手数料を充てるため、森田地区自治会では窓口で切符を購入するよう呼びかけている[5]。
- 2011年（平成23年）12月4日、当駅名と同じ姓を持つ一般女性が結婚するにあたり、当駅で「嫁入り」のセレモニーを行った[21][22][23]。

## 隣の駅
ハピラインふくい
■ハピラインふくい線
福井駅 - 森田駅 - 春江駅
福井駅 - 当駅間に新駅が設置される予定となっている。